# 이소크라테스

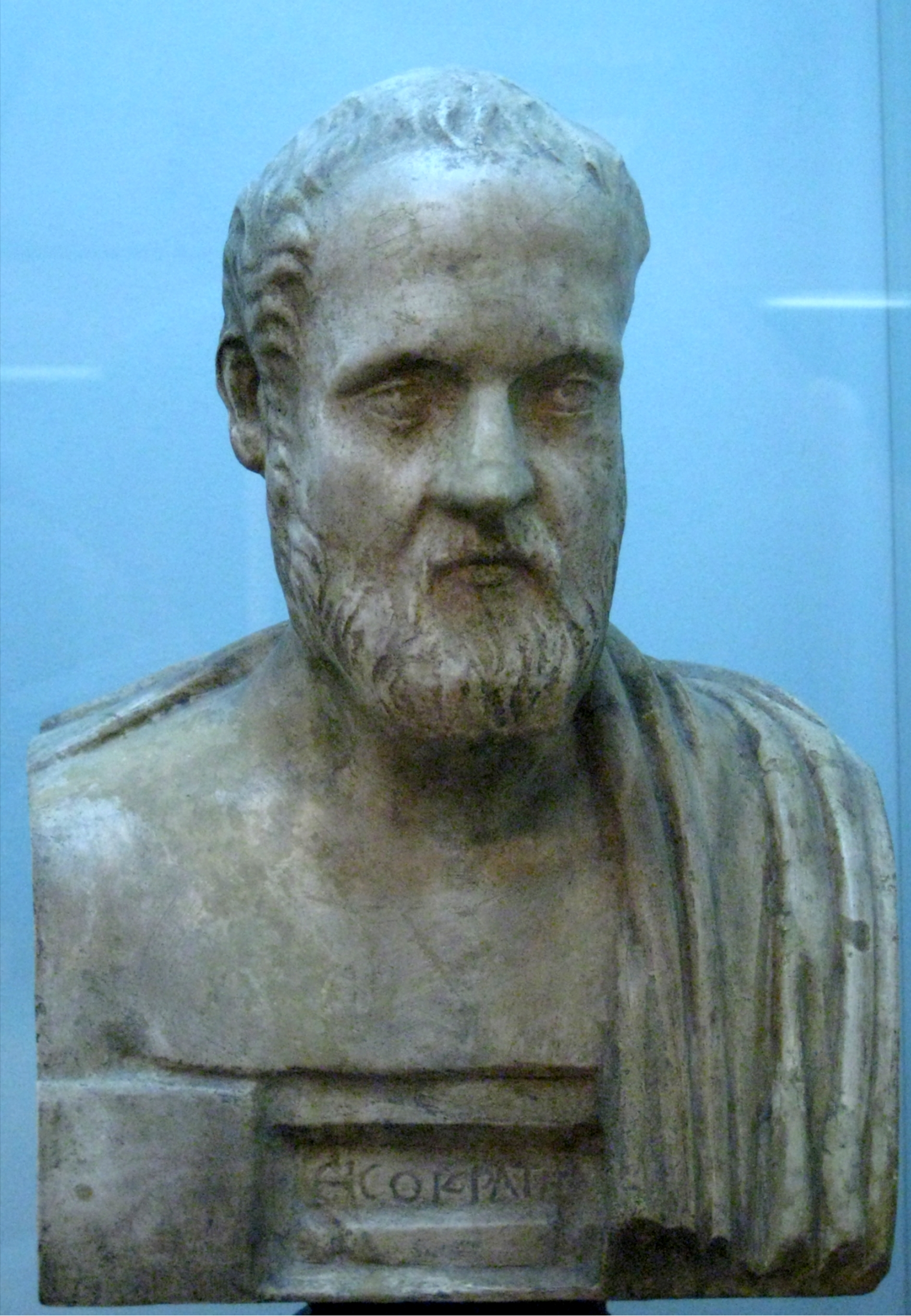
이소크라테스

이소크라테스(고대 그리스어: Ἰσοκράτης, 기원전 436년~기원전 338년)는 고대 그리스의 웅변가다. 아테네에서 태어나 유명한 소피스트인 프로타고라스와 시칠리아 출신의 변론가 고르기아스를 사사했고, 기원전 390년경 아테네에서 변론술 학교를 개설했다. 같은 무렵에 개설된 플라톤의 아카데메이아에 대항해서 변론술을 지주로 하는 폭넓은 인간교육을 이상으로 했으며, 그 문하에서 수많은 수재를 배출하여 후세에 인문주의 교육의 아버지로 불리고 있다. 그는 그리스의 국가적 통일을 평생의 염원으로 삼고, 그러한 이상의 실현을 마침내는 신생국 마케도니아의 왕인 필리포스에 기탁했으나 얄궂게도 그에 의해 조국의 자유와 독립을 빼앗기는 카이로네아에서의 패전이 있은 수일 후, 그의 기대와는 전혀 다른 새로운 세계국가의 여명을 목전에 둔 채 아흔여덟 살의 나이로 삶을 마쳤다.

## 한국어 번역
- 김헌 옮김, 《그리스 지도자들에게 고함》, 서울대학교출판문화원, 2017년 12월 30일(그리스어-한국어 대역)
- 위와 같음, 《'어떤 철학'의 변명(연설문 〈교환 소송에 관하여〉 역주)》, 위와 같음, 2019년 10월 15일

## 같이 보기
- 파이데이아